# Ignazio Marsengo-Bastia
Ignazio Marsengo-Bastia (Saluzzo, 13 ottobre 1851 – Torino, 9 luglio 1910) è stato un magistrato e politico italiano, viene ricordato per essere stato Ministro delle poste e dei telegrafi nel secondo governo Fortis, incarico che durò solo un mese.
Entrò in politica quando venne eletto deputato nel 1892. Era considerato un giolittiano.
Eletto cinque volte al parlamento, svolse ruolo di sottosegretario agli interni dal 1898 - 1899 sotto il Governo Pelloux e quindi di ministro a cavallo fra il 1905 ed il 1906.